# Бляховня (гміна)
Гміна Бляховня (пол. Gmina Blachownia) — місько-сільська гміна у південній Польщі. Належить до Ченстоховського повіту Сілезького воєводства.
Станом на 31 грудня 2011 у гміні проживало 13321 особа.

## Територія
Згідно з даними за 2007 рік площа гміни становила 67.21 км², у тому числі:
- орні землі: 34.00%
- ліси: 55.00%

Таким чином, площа гміни становить 4.42% площі повіту.

## Населення
Станом на 31 грудня 2011:
| Опис     | Загалом | Загалом | Чоловіки | Чоловіки | Жінки | Жінки |
| -------- | ------- | ------- | -------- | -------- | ----- | ----- |
| одиниця  | осіб    | %       | осіб     | %        | осіб  | %     |
| все      | 13321   | 100     | 6323     | 47.47    | 6998  | 52.53 |
| міське   | 9935    | 100     | 4683     | 47.14    | 5252  | 52.86 |
| сільське | 3386    | 100     | 1640     | 48.43    | 1746  | 51.57 |

## Сусідні гміни
Гміна Бляховня межує з такими гмінами: Вренчиця-Велька, Герби, Конописька.